# Mitja Kreft
Mitja Kreft, slovenski novinar, komentator, urednik in publicist, * 3. oktober 1935, Biserjane pri Vidmu ob Ščavnici, † 3. februar 2009, Ljubljana.
Mitja Kreft se je rodil v Biserjanah pri Vidmu ob Ščavnici (Prlekija). Njegov oče je Vlado Kreft, mati pa Merica Kreft. Kreft je srednjo šolo obiskoval v Mariboru in Ljubljani. Študiral je na Filozofski fakulteti Univerze v Ljubljani.
Novinarsko kariero je začel leta 1957. Ukvarjal se je predvsem s področjema notranje politike in gospodarstva. Na Radiu Slovenija je bil urednik in komentator, pri delu na Televiziji Slovenija pa je najbolj znano njegovo sodelovanje pri oddaji »37 stopinj v senci«. Tri leta je bil dopisnik za TV Slovenijo iz Beograda.
Sodeloval je tudi s časopisoma Dnevnik in Kmečki glas. V slednjem je leta 1989 (od 12. aprila do 16. decembra 1989) objavil odmevni niz 16-tih člankov z naslovom »Od agrarne reforme do zemljiškega maksimuma« o dogajanju v kmetijski politiki v Sloveniji med letoma 1945 in 1953.
Kasneje je bil tudi urednik dveh glasil Sestavljene organizacije združenega dela. Leta 1968 je bil za svoje delo nagrajen s Tomšičevo nagrado za oddajo »Tiskovna konferenca«. Odmevna je bila tudi njegova oddaja »Kako smo se vključili v gospodarsko in družbeno reformo?«